# Filippo Giulio di Pomerania
Filippo Giulio di Pomerania, in tedesco Philipp Julius von Pommern (27 dicembre 1584 – Wolgast, 6 febbraio 1625) è stato un nobile tedesco.
Fu duca di Pomerania-Wolgast dal 1592 al 1625.

## Biografia
Filippo Giulio era figlio di Ernesto Ludovico di Pomerania, e Sophia Hedwig, figlia di Giulio di Brunswick-Lüneburg. Ernesto Ludovico morì il 17 luglio 1592. Dal 1592 al 1603, Filippo era sotto la tutela di suo zio, Boghislao XIII. Durante questo periodo, ha ricevuto la sua formazione presso l'Università di Lipsia, e in seguito ha viaggiato in quasi tutte le corti dall'Inghilterra all'Italia. Il 25 giugno 1604, sposò Agnese di Brandeburgo (1584-1629), figlia di Giovanni Giorgio, elettore di Brandeburgo e sua seconda moglie, Elisabetta di Anhalt-Zerbst.
Un mese dopo il suo matrimonio, Filippo raggiunse la sua maggioranza e assunse la sua posizione di duca il 21 luglio 1604. Continuò il suo lungo viaggio, visitando l'Inghilterra, la Repubblica olandese, la Danimarca, Berlino, Danzica, Courland e altri luoghi lungo il percorso. Il suo viaggio lo portò ad assentarsi per anni.

## Crisi finanziaria
Filippo Giulio subì gravi difficoltà finanziarie durante tutto il suo regno. Pur non limitando le proprie spese, limitò i viaggi dei funzionari della sua corte. Inoltre, la maggior parte dei domini ducali furono affittati a terzi, causando un significativo peggioramento della situazione dei contadini. Vi fu una tassa di lavoro obbligatorio che i contadini furono obbligati a raddoppiare durante il regno di Filippo. Gli studi hanno rivelato che quasi tutti i contadini sull'isola di Rügen erano impoveriti o indebitati dal momento della sua morte. Il duca tentò anche di ottenere che le città anseatiche di Greifswald e Stralsund assumessero parte dei suoi debiti, scatenando pesanti conflitti. Nel 1604, un intervento negli affari interni di Greifswald andò a suo favore. Nel 1612 umiliò le città quando, ignorando la loro tradizionale autonomia, entrò nei loro confini in compagnia di diverse centinaia di mercenari. Nel 1613, Filippo Giulio concesse la legge municipale a Bergen per un pagamento di 8.000 marchi.

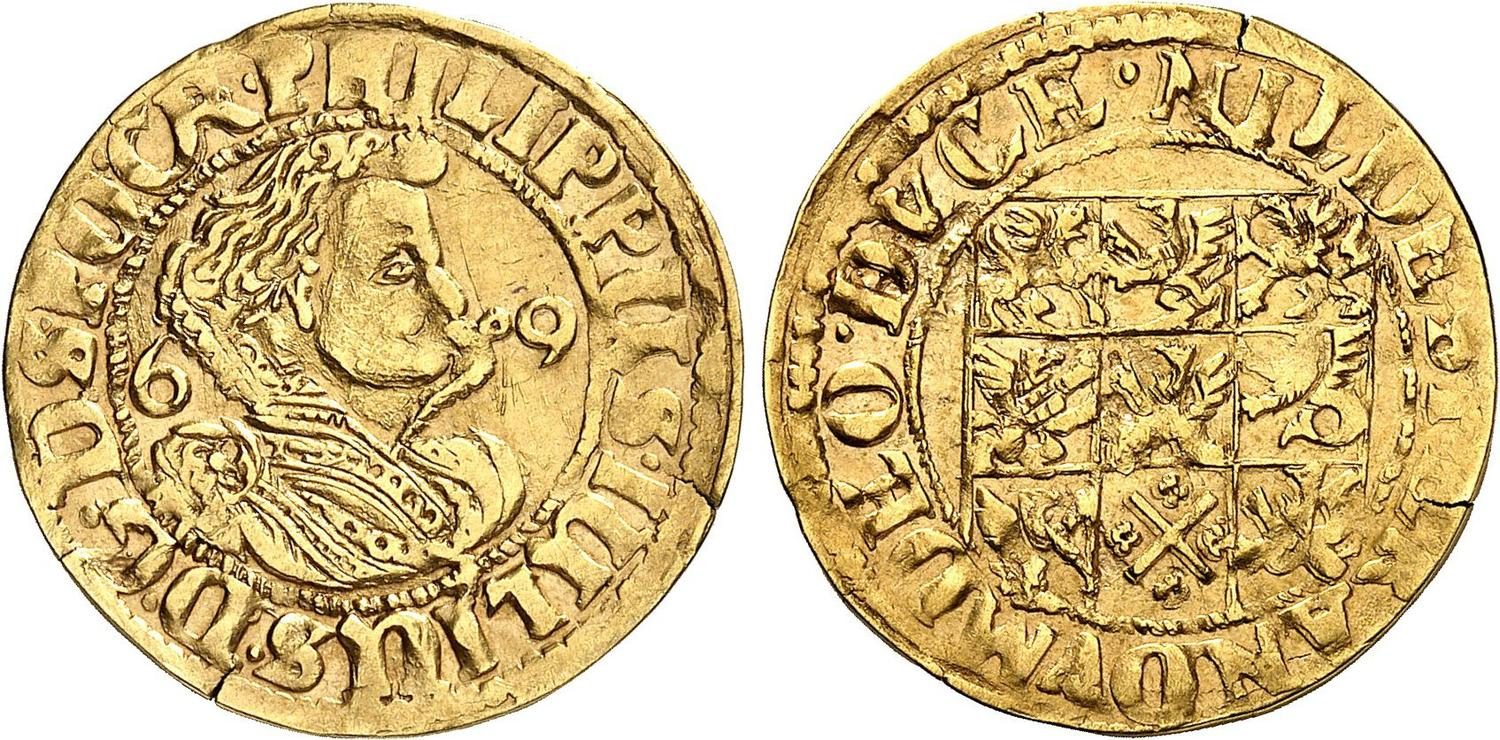
Monete raffiguranti Filippo Giulio.

Filippo tentò di controllare l'inflazione, con scarso successo, cercando contatti più stretti con il Circolo della Bassa Sassonia, causando alcuni conflitti con la sua casa, l'Circolo dell'Alta Sassonia e l'altro di Pomerania Teilherzogtum, Pomerania-Stettino. Mattia II, imperatore del Sacro Romano Impero, chiamato dall'Alto Circolo della Sassonia, intervenne anche nelle questioni di Filippo, nella coniazione di Franzburg nel 1616, ma lo confuse con suo cugino Filippo II di Pomerania-Stettino e corrispose così con il quest'ultimo. Nel 1622, Filippo seguì un invito di Cristiano IV di Danimarca e partecipò a un'assemblea (Kreistag) del Circolo della Bassa Sassonia per esplorare una strategia finanziaria comune. Il trattato risultante di Amburgo, ratificato il 14 marzo, doveva entrare in vigore il 6 luglio. Il circolo della Sassonia ha tuttavia costretto Filippo Giulio a tornare allo stato precedente il 6 novembre. Tra il 1623 e il 1625, il duca negozia anche con il re danese la vendita di Rügen a quest'ultimo in cambio di 150.000 Reichstalers, che falli solo a causa del veto di Bogislao XIV.

## Conflitti con la provincia della Sassonia

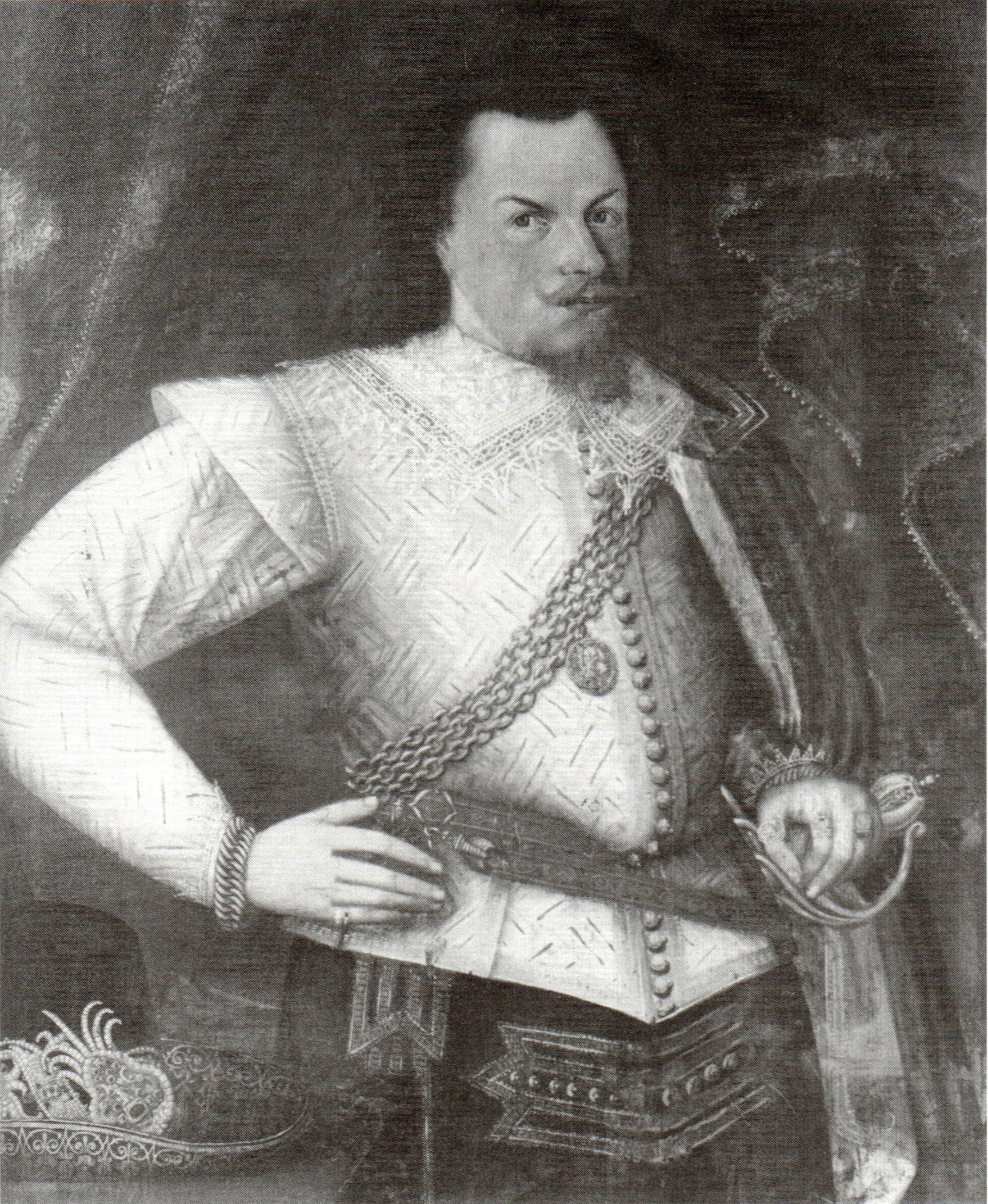
Dipinto ad olio del duca Filippo Giulio di Pomerania-Wolgast, scomparso dal 1945.

Gli ultimi anni del regno di Filippo furono dominati dalla sua lotta per mantenere l'indipendenza politica all'interno dell'Circolo dell'Alta Sassonia di fronte alle tendenze egemoniche dell'Elettore di Sassonia e alla crisi politica derivante dalla Guerra dei Trent'anni in evoluzione. Nel 1620, i rappresentanti del circolo furono riuniti in un Kreistag a Lipsia, organizzato da Giovanni Giorgio I, elettore di Sassonia. L'assemblea fu dominata dall'elettorato sassone che era riuscito a impedire la partecipazione di Brandeburgo e Sassonia-Weimar, inoltre la delegazione di Anhalt partì nel corso dei negoziati. Venne richiesto un alto contributo monetario dei membri del circolo per l'esercito mercenario già sollevato dalla Sassonia. Venne anche rivendicata la neutralità del circolo nella Guerra dei Trent'anni che in quel momento devastò la Boemia, con la minaccia di poter passare dalla parte dell'imperatore Ferdinando II.
La delegazione della Pomerania ha accettato le decisioni solo ad-referendum, e si è rifiutata di pagare i suoi obblighi risultanti. L'elettorato sassone nel 1621, che aveva promosso la sua posizione militare con campagne di successo in Slesia, portò a una riunione di delegazioni della Pomerania e del Brandeburgo a Prenzlau nel 1622 per esplorare una possibile alleanza contro Giovanni Giorgio. L'alleanza, tuttavia, non ebbe luogo a causa dei caveat pomeraniani: i duchi di Pomerania non volevano liberarsi del "filo" sassone al costo della subordinazione al Brandeburgo. Tuttavia, sostenevano un tentativo di Brandeburgo di dichiarare nulle le decisioni di Lipsia, che fu respinto dagli elettori sassoni.
Nel 1623, minacciato dal successo di Tilly nell'Assia e nella Bassa Sassonia, gli elettori brandeburghesi e sassoni formarono un'alleanza: decisero di riunire eserciti e dividendo il circolo in due rispettivi domini di comando, con la Pomerania che divenne parte di quella di Brandeburgo. La Pomerania tuttavia rifiutò di obbedire al comando brandeburghese e armò le proprie truppe. Nel luglio 1624, il sud del circolo guidato dai sassoni si schierò  con l'imperatore. Filippo e Bogislao XIV di Pomerania-Stettin erano anche disposti a raggiungere un accordo con l'imperatore e accettarono richieste monetarie imperiali che in precedenza avevano respinto. Tuttavia, né Filippo né Bogislao XIV furono in grado di spingere le loro idee attraverso l'opposizione della nobiltà al Kreistag di Jüterbog in agosto. Così, la Pomerania non seguì l'esempio dell'elettorato sassone - e né Brandeburgo.

## Morte
Filippo Giulio morì pochi mesi prima che le forze imperiali occupassero parti della cerchia dell'Alta Sassonia, il 6 febbraio 1625. Fu sepolto nella cripta ducale nella chiesa di Wolgast. Due anni dopo, la guerra avrebbe raggiunto la Pomerania provocando la completa devastazione e la morte di due terzi della popolazione.
Con la morte di Filippo Giulio, la Pomerania-Wolgast cessò di esistere. Morto Filippo Giulio, la Pomerania-Wolgast fu presa da Bogislao XIV, che unificò tutto il ducato di Pomerania sotto il suo governo fino alla sua morte nel 1637, che segnò l'estinzione della Casa di Pomerania. La residenza di Wolgast decadde dopo la morte di Filippo Giulio: fu gravemente danneggiata durante la Guerra dei Trent'anni e, dopo il 1798, la maggior parte dei materiali furono riutilizzati per altri edifici. Oggi rimangono solo parte degli scantinati.

## Titolo completo
- in tedesco: "Philipp Julius, Herzog zu Stettin, Pommern, der Kaschuben und Wenden, Fürst zu Rügen, Graf zu Gützkow, der Lande Lauenburg und Bütow Herr".[14]
- in italiano: "Filippo Giulio, duca di Stettino, Pomerania, dei Kashubian e dei Venedi, principe di Rügen, conte di Gützkow, signore della Terra di Lauenburg e Bütow."

## Ascendenza
|                                                        |                                                |                                                   | Genitori                                         |  |  | Nonni |  |  | Bisnonni                      |  |  | Trisnonni                          |  |
|                                                        |                                                |                                                   |                                                  |  |  |       |  |  | Georg I, IX duca di Pomerania |  |  | Bogislaw X, VIII duca di Pomerania |  |
|                                                        |                                                |                                                   |                                                  |  |  |       |  |  | Georg I, IX duca di Pomerania |  |  | Bogislaw X, VIII duca di Pomerania |  |
|                                                        |                                                | principessa Anna Jagiellonka                      |                                                  |  |  |       |  |  | Georg I, IX duca di Pomerania |  |  |                                    |  |
| Philipp I, I duca di Pomerania-Wolgast                 |                                                |                                                   |                                                  |  |  |       |  |  | Georg I, IX duca di Pomerania |  |  |                                    |  |
|                                                        |                                                | principessa Amalie von der Pfalz                  | Philipp, XXIX elettore e conte palatino del Reno |  |  |       |  |  |                               |  |  |                                    |  |
|                                                        |                                                | principessa Amalie von der Pfalz                  | Philipp, XXIX elettore e conte palatino del Reno |  |  |       |  |  |                               |  |  |                                    |  |
|                                                        |                                                | principessa Amalie von der Pfalz                  | principessa Margarete von Bayern-Landshut        |  |  |       |  |  |                               |  |  |                                    |  |
| Ernst Ludwig, II duca di Pomerania-Wolgast             |                                                | principessa Amalie von der Pfalz                  |                                                  |  |  |       |  |  |                               |  |  |                                    |  |
|                                                        |                                                | Johann, X principe elettore di Sassonia           | Ernst, VIII principe elettore di Sassonia        |  |  |       |  |  |                               |  |  |                                    |  |
|                                                        |                                                | Johann, X principe elettore di Sassonia           | Ernst, VIII principe elettore di Sassonia        |  |  |       |  |  |                               |  |  |                                    |  |
|                                                        |                                                | Johann, X principe elettore di Sassonia           | duchessa Elisabeth von Bayern-München            |  |  |       |  |  |                               |  |  |                                    |  |
| principessa Maria von Sachsen                          |                                                | Johann, X principe elettore di Sassonia           |                                                  |  |  |       |  |  |                               |  |  |                                    |  |
|                                                        |                                                | principessa Margarete von Anhalt-Köthen           | Waldemar VI, IX principe di Anhalt-Köthen        |  |  |       |  |  |                               |  |  |                                    |  |
|                                                        |                                                | principessa Margarete von Anhalt-Köthen           | Waldemar VI, IX principe di Anhalt-Köthen        |  |  |       |  |  |                               |  |  |                                    |  |
|                                                        |                                                | principessa Margarete von Anhalt-Köthen           | contessa Margarete von Schwarzburg-Sondershausen |  |  |       |  |  |                               |  |  |                                    |  |
| Philipp Julius, III duca di Pomerania-Wolgast          |                                                | principessa Margarete von Anhalt-Köthen           |                                                  |  |  |       |  |  |                               |  |  |                                    |  |
|                                                        | Julius, III principe di Brunswick-Wolfenbüttel | Heinrich V, II principe di Brunswick-Wolfenbüttel |                                                  |  |  |       |  |  |                               |  |  |                                    |  |
|                                                        | Julius, III principe di Brunswick-Wolfenbüttel | Heinrich V, II principe di Brunswick-Wolfenbüttel |                                                  |  |  |       |  |  |                               |  |  |                                    |  |
|                                                        | Julius, III principe di Brunswick-Wolfenbüttel | conte Maria von Württemberg                       |                                                  |  |  |       |  |  |                               |  |  |                                    |  |
| Heinrich Julius, IV principe di Brunswick-Wolfenbüttel | Julius, III principe di Brunswick-Wolfenbüttel |                                                   |                                                  |  |  |       |  |  |                               |  |  |                                    |  |
|                                                        |                                                | principessa Hedwig von Brandenburg                | Joachim II, XII principe elettore di Brandeburgo |  |  |       |  |  |                               |  |  |                                    |  |
|                                                        |                                                | principessa Hedwig von Brandenburg                | Joachim II, XII principe elettore di Brandeburgo |  |  |       |  |  |                               |  |  |                                    |  |
|                                                        |                                                | principessa Hedwig von Brandenburg                | principessa Jadwiga Jagiellonka                  |  |  |       |  |  |                               |  |  |                                    |  |
| Sophie Hedwig von Braunschweig-Wolfenbüttel            |                                                | principessa Hedwig von Brandenburg                |                                                  |  |  |       |  |  |                               |  |  |                                    |  |
|                                                        |                                                | Frederik II, re di Danimarca                      | Christian III, re di Danimarca                   |  |  |       |  |  |                               |  |  |                                    |  |
|                                                        |                                                | Frederik II, re di Danimarca                      | Christian III, re di Danimarca                   |  |  |       |  |  |                               |  |  |                                    |  |
|                                                        |                                                | Frederik II, re di Danimarca                      | duchessa Dorothea von Sachsen-Lauenburg          |  |  |       |  |  |                               |  |  |                                    |  |
| principessa Elisabeth af Danmark                       |                                                | Frederik II, re di Danimarca                      |                                                  |  |  |       |  |  |                               |  |  |                                    |  |
|                                                        |                                                | duchessa Sophie von Mecklenburg-Güstrow           | Ulrich III, II duca di Meclemburgo-Güstrow       |  |  |       |  |  |                               |  |  |                                    |  |
|                                                        |                                                | duchessa Sophie von Mecklenburg-Güstrow           | Ulrich III, II duca di Meclemburgo-Güstrow       |  |  |       |  |  |                               |  |  |                                    |  |
|                                                        |                                                | duchessa Sophie von Mecklenburg-Güstrow           | principessa Elisabeth af Danmark                 |  |  |       |  |  |                               |  |  |                                    |  |
|                                                        |                                                | duchessa Sophie von Mecklenburg-Güstrow           |                                                  |  |  |       |  |  |                               |  |  |                                    |  |